# آندراش بالینت
آندراش بالینت (مجاری: Bálint András؛ زادهٔ ۲۶ آوریل ۱۹۴۳) یک هنرپیشه اهل مجارستان است. 
از فیلم‌ها یا برنامه‌های تلویزیونی که وی در آن نقش داشته است می‌توان به یک‌شنبه غم‌انگیز و پدر اشاره کرد.